# Distrikt Querobamba
Der Distrikt Querobamba liegt in der Provinz Sucre in der Region Ayacucho in Südzentral-Peru. Der Distrikt besitzt eine Fläche von 282 km². Beim Zensus 2017 wurden 2616 Einwohner gezählt. Im Jahr 1993 lag die Einwohnerzahl bei 2542, im Jahr 2007 bei 2645. Sitz der Provinz- und Distriktverwaltung ist die 3502 m hoch gelegene Ortschaft Querobamba mit 1814 Einwohnern (Stand 2017). Querobamba liegt 103 km südsüdöstlich der Regionshauptstadt Ayacucho.

## Geographische Lage
Der Distrikt Querobamba liegt im Andenhochland im Nordwesten der Provinz Sucre. Der Distrikt wird im Südwesten, im Westen und im Nordwesten von den Flüssen Río Huancarma, Río Sondondo und Río Pampas begrenzt.
Der Distrikt Querobamba grenzt im Südwesten an den Distrikt Morcolla, im Westen an die Distrikte Apongo und Canaria (beide in der Provinz Víctor Fajardo), im Nordwesten an den Distrikt Independencia (Provinz Vilcas Huamán), im Nordosten an die Distrikte Chalcos und Chilcayoc, im Osten an den Distrikt San Salvador de Quije sowie im Südosten an den Distrikt Soras.

## Ortschaften
Neben dem Hauptort gibt es folgende größere Ortschaften im Distrikt:
- Cayhua
- Ccollccabamba (478 Einwohner)
- Chonta